# Puducherry
Puducherry, nota — ufficialmente fino al 2006 — come Pondicherry (in tamil புதுச்சேரி, IAST: Bhudhujhjheri; in francese Pondichéry), è una città dell'India di 244 377 abitanti (che salgono a 629 509 includendo l'intero agglomerato urbano). È il capoluogo del distretto di Puducherry, nel territorio federato di Puducherry, di cui è capitale.
La sua struttura autonoma, simile a quella di una città-stato, deriva dalla storica caratterizzazione francese della città, dunque assai diversa dall'India Britannica. In base al numero di abitanti la città rientra nella classe I (da 100 000 persone in su).

## Geografia fisica
La città si affaccia sull'Oceano Indiano. Il distretto di Puducherry in cui si trova è una piccola enclave all'interno dello Stato federato indiano Tamil Nadu. È situata 150 km a sud di Chennai, la capitale del Tamil Nadu, e le sue coordinate geografiche sono 11° 55' 48 N e 79° 49' 48 E.

## Storia
I primi reperti che testimoniano commerci con l'occidente risalgono al I secolo a.C., periodo in cui la città cominciò a commerciare con l'Impero romano. Nel 1520 i Portoghesi sbarcarono a Pondicherry, seguiti da Olandesi e Danesi. Nel 1674 la città divenne colonia francese. Nel 1750 la colonia francese in India era composta da una cinquantina di villaggi. Per mettere fine all'espansione francese in India, gli inglesi tentarono più volte di conquistare Pondicherry con una serie di assedi. La città fu catturata tre volte e altrettante volte forzatamente sgomberata. Dal 1816, a seguito dell'ultimo trattato con i britannici, la Francia continuò a mantenere il controllo di Pondicherry per altri 138 anni, finché non la abbandonò il 1° novembre 1954, cedendo la città all'India e segnando la fine del colonialismo francese in India.
Nel 1910 giunse in città per sfuggire ai britannici il filosofo e mistico indiano Sri Aurobindo, considerato dai suoi discepoli un avatar, un'incarnazione dell'Assoluto. Vi rimase fino alla morte, avvenuta nel 1950, e durante la sua permanenza elaborò le proprie teorie scrivendo saggi e poemi e divulgò i propri insegnamenti. Nel 1968, la sua discepola Mirra Alfassa fondò nella periferia nord di Pondicherry la cittadella "sperimentale" Auroville, costruita secondo la logica e la visione di Sri Aurobindo. La Alfassa morì nel 1973, ma Auroville ha continuato a richiamare discepoli e turisti fino ai giorni nostri.

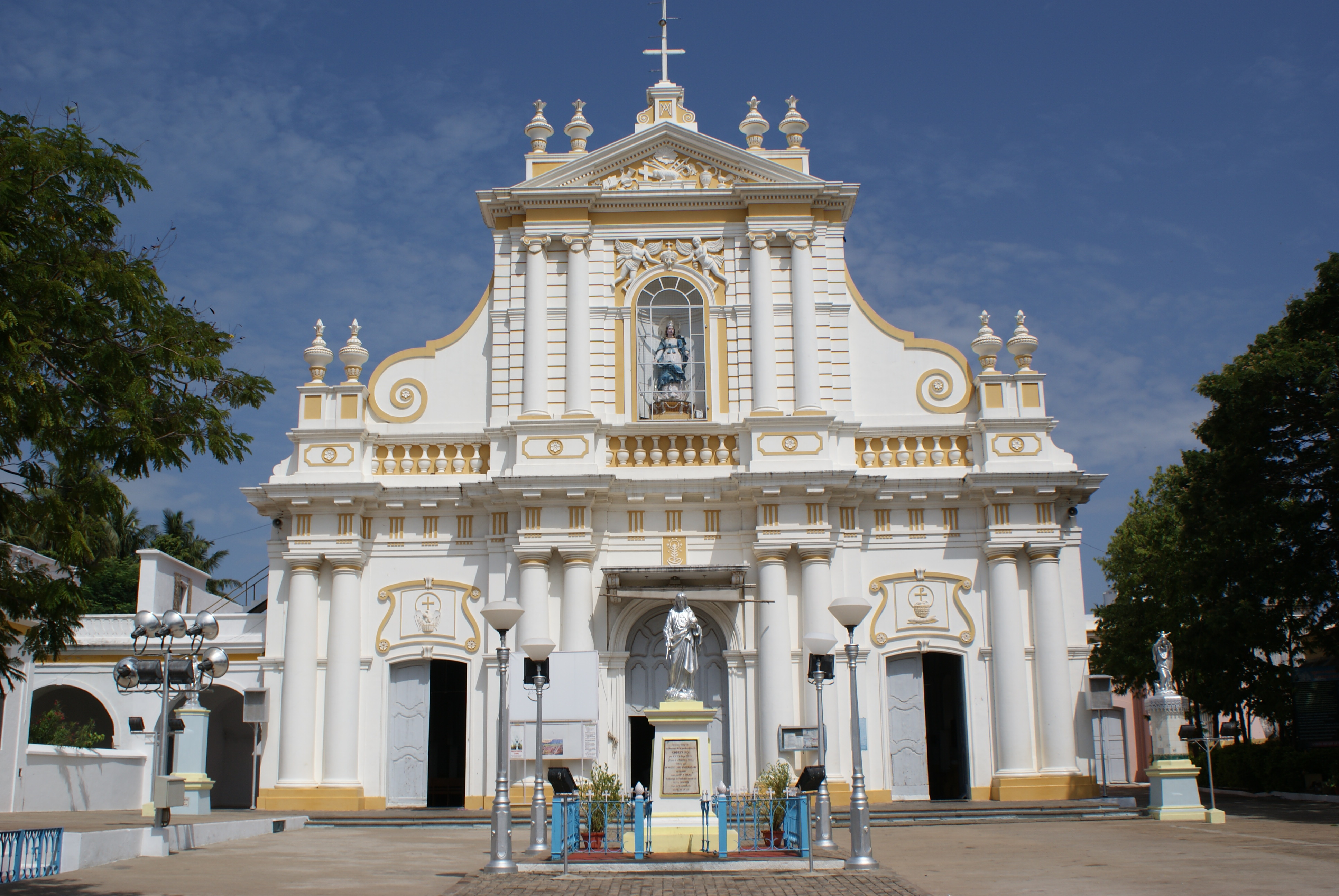
La cattedrale cattolica dell'Immacolata Concezione a Pondicherry
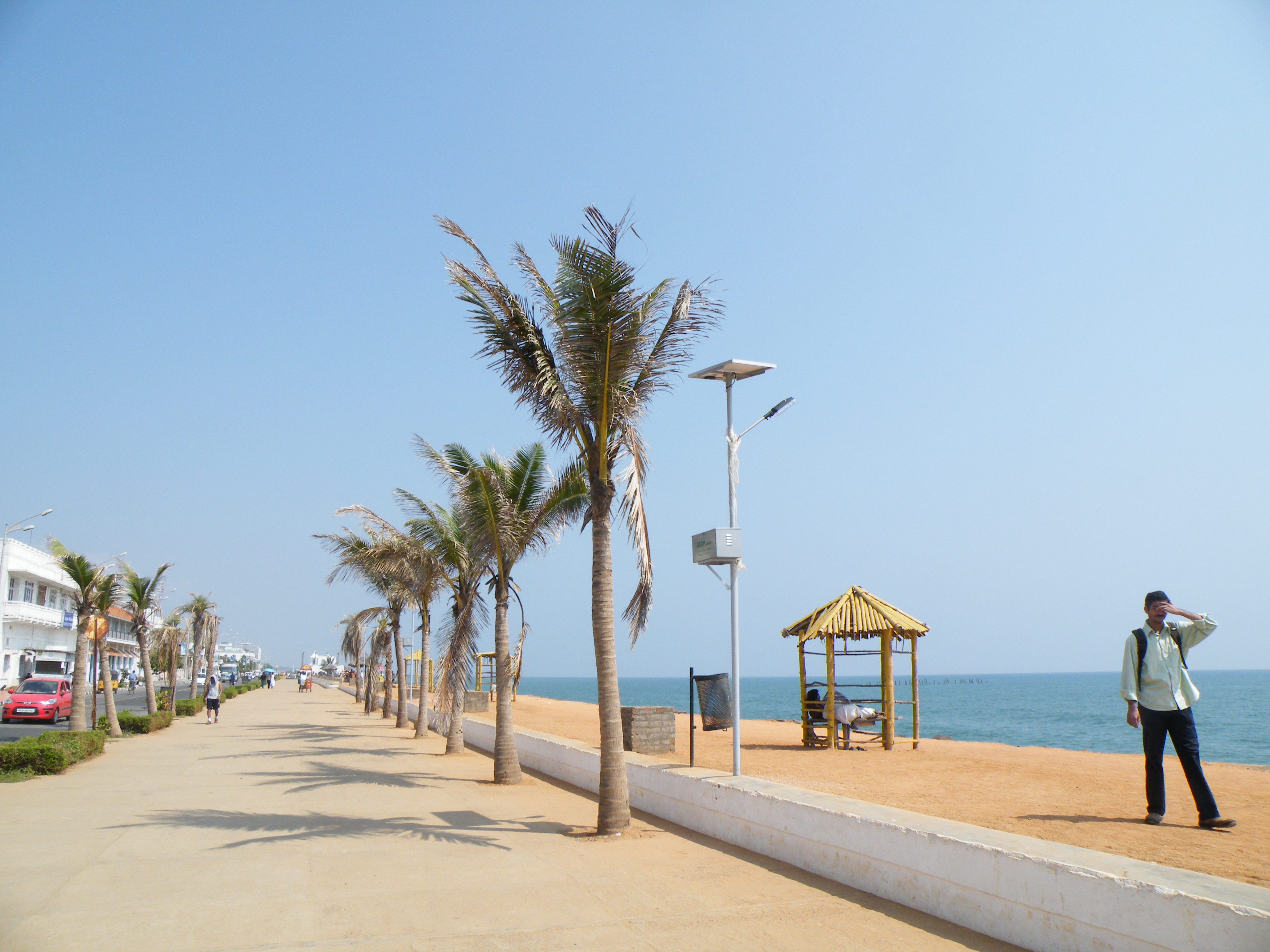
La passeggiata a mare di Pondicherry
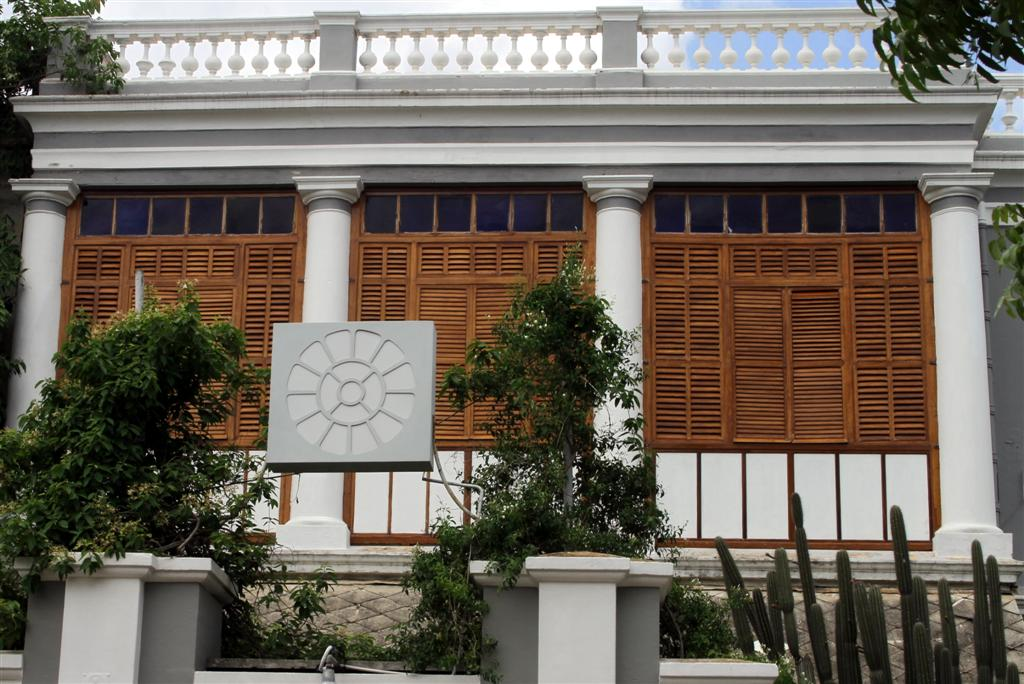
Sri Aurobindo Ashram
Veduta panoramica di Pondicherry
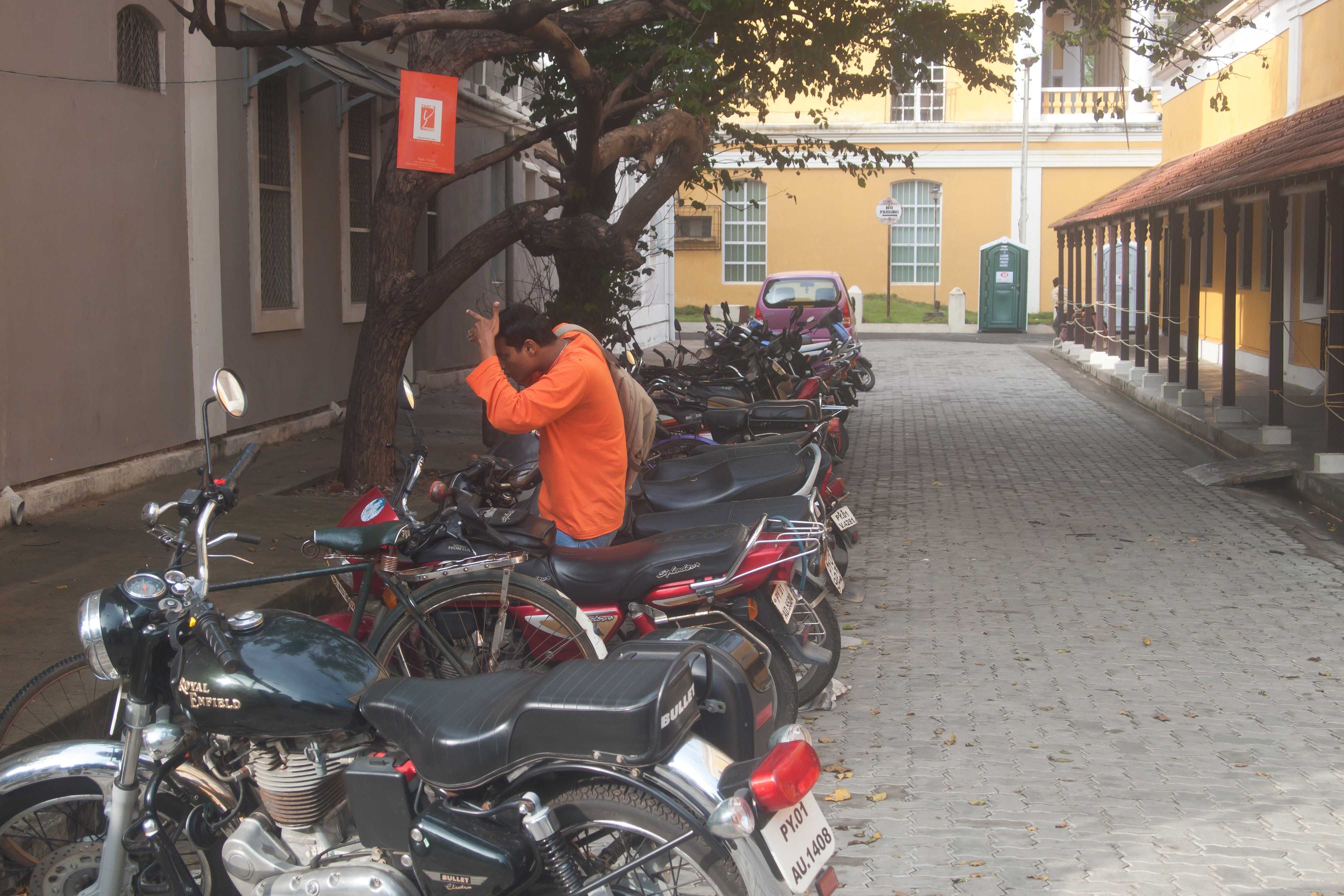
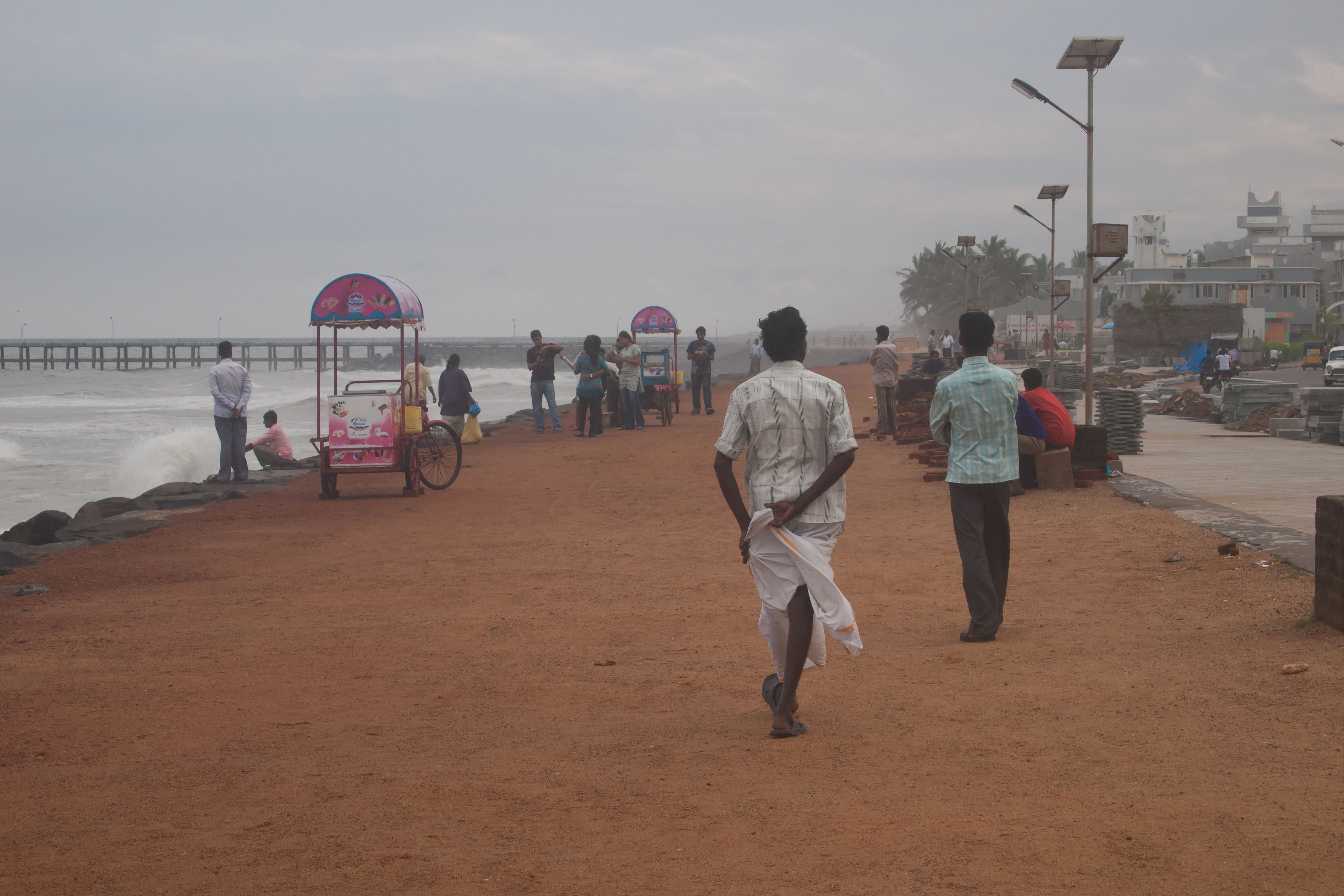
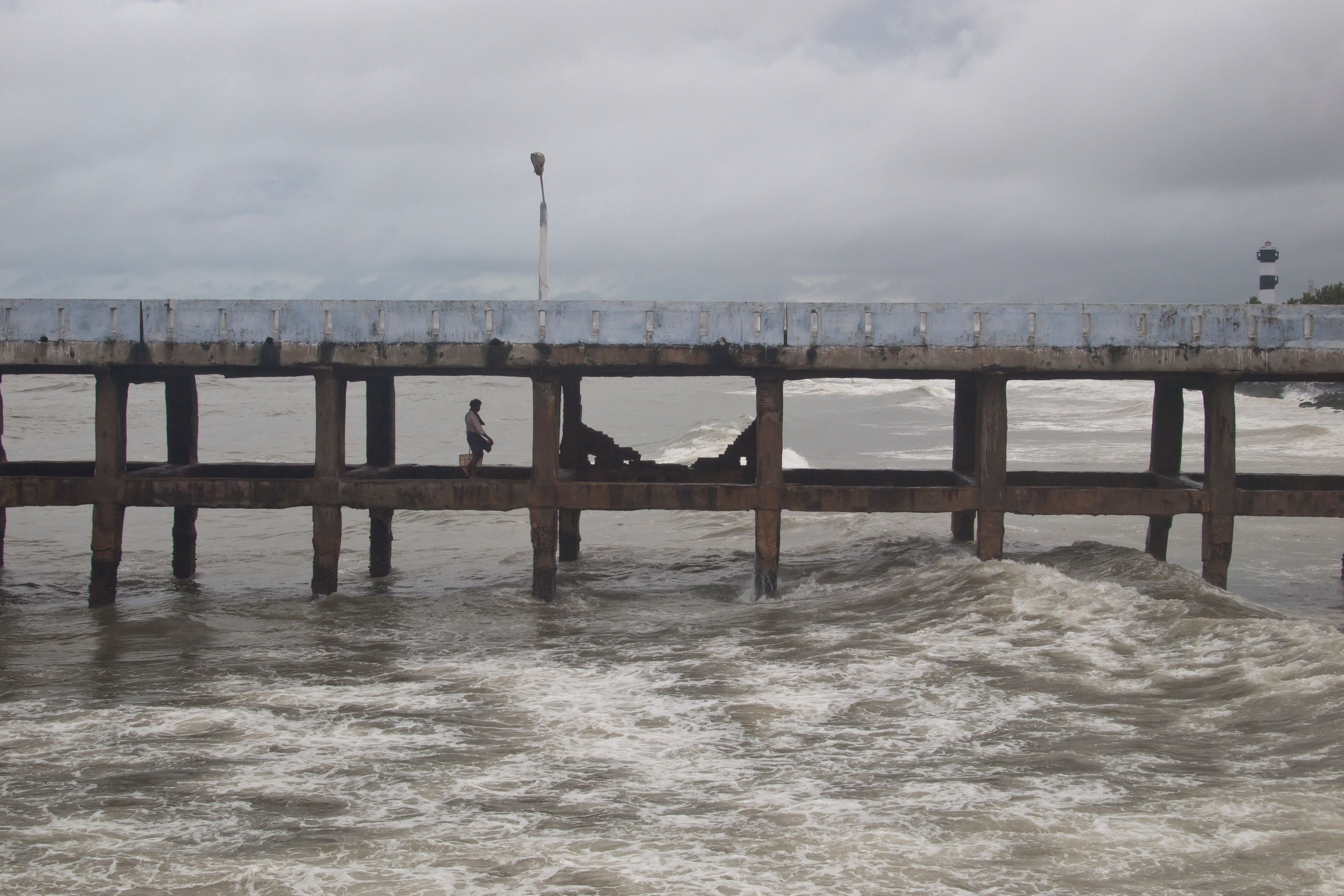

## Società

### Evoluzione demografica
Al censimento del 2001 la popolazione di Pondicherry assommava a 220 749 persone, delle quali 109 386 maschi e 111 363 femmine. I bambini di età inferiore o uguale ai sei anni assommavano a 23 185, dei quali 11 809 maschi e 11 376 femmine. Infine, coloro che erano in grado almeno di leggere e scrivere erano 168 792, dei quali 89 738 maschi e 79 054 femmine.